# Plectranthias wheeleri
Plectranthias wheeleri là một loài cá biển thuộc chi Plectranthias trong họ Cá mú. Loài này được mô tả lần đầu tiên vào năm 1980.

## Từ nguyên
Từ định danh được đặt theo tên của Alwyne C. Wheeler, cố Giám tuyển Ngư học của Bảo tàng Lịch sử Tự nhiên Luân Đôn, người đã giúp đỡ cố tác giả Randall trong nhiều năm.

## Phân bố và môi trường sống
P. wheeleri có phân bố rải rác ở vùng biển Đông Ấn và Tây Thái Dương. Ban đầu loài này chỉ được biết đến ở Manado (Indonesia), sau đó đã mở rộng đến đảo Đài Loan, phía nam Nhật Bản (gồm cả quần đảo Ryukyu, xa nhất ở phía bắc là vịnh Sagami), về phía nam đến Nouvelle-Calédonie. Ghi nhận của loài này ở bờ bắc Úc là thuộc về một loài khác, Plectranthias mcgroutheri.
P. wheeleri được tìm thấy ở độ sâu trong khoảng 100–236 m.

## Mô tả
Chiều dài lớn nhất được biết đến ở P. wheeleri là 8,3 cm. Thân trên, ngực và gốc vây đuôi có các đốm đỏ cam lớn pha lẫn với màu vàng, cách nhau bởi các mảng màu trắng nhạt. Bụng và phần thân dưới phía sau có 3 sọc hồng mờ gần gốc vây hậu môn. Một đốm đỏ cam ở trước gốc vây hậu môn. Đầu có một sọc đỏ cam dọc theo phía trên của hàm trên.
Số gai vây lưng: 10; Số tia vây lưng: 16; Số gai vây hậu môn: 3; Số tia vây hậu môn: 7; Số tia vây ngực: 13; Số gai vây bụng: 1; Số tia vây bụng: 5; Số vảy đường bên: 29.